# Head Bobs
"Head Bobs" hip hop je pjesma američkog sastava Black Eyed Peas. Objavljena je kao peti i posljednji singl s albuma Behind the Front 16. lipnja 1999. u izdanju Interscope Recordsa.

## O pjesmi
Videospot za pjesmu "Head Bobs" njihov je prvi video ikad. Video nikad nije emitiran, ali se nalazi na njihovom DVD-u Behind the Bridge to Elephunk.

## Vidospot
Video počinje crno-bijelom scenom break dancea. Zatim je will.i.am prikazan u uskom prolazu u nekom parku. U ostatku videa apl.de.ap will.i.am i Taboo prikazani su na različitim mjestima kao što su podmornica, golfski teren, park, ulica, plesni podij te brod koji plovi po moru.

## Popis pjesama
CD singl
1. "Say Goodbye"
2. "Head Bobs"